# Scan2Go
Scan2Go (Japans:ギャラクシーレーサー　スキャン2ゴー!, Galaxy Racer Scan2Go!) is een Japans-Zuid-Koreaanse animeserie gecoproduceerd door d-rights Inc., NewBoy, SBS Productions Inc. en Stonebridge Capital Inc., onder de regie van Mitsuo Hashimoto. Deze reeks is tin veel landen uitgezonden, waaronder Japan (TV Tokyo), Zuid-Korea, Italië, Portugal, Frankrijk, Verenigde Staten, Verenigd Koninkrijk en België. In begin september 2013 is 2BE begonnen deze serie uit te zenden in België, echter is dit Engels gesproken met ondertitels en niet een Nederlandstalige dub.